# Irm Scheer-Pontenagel

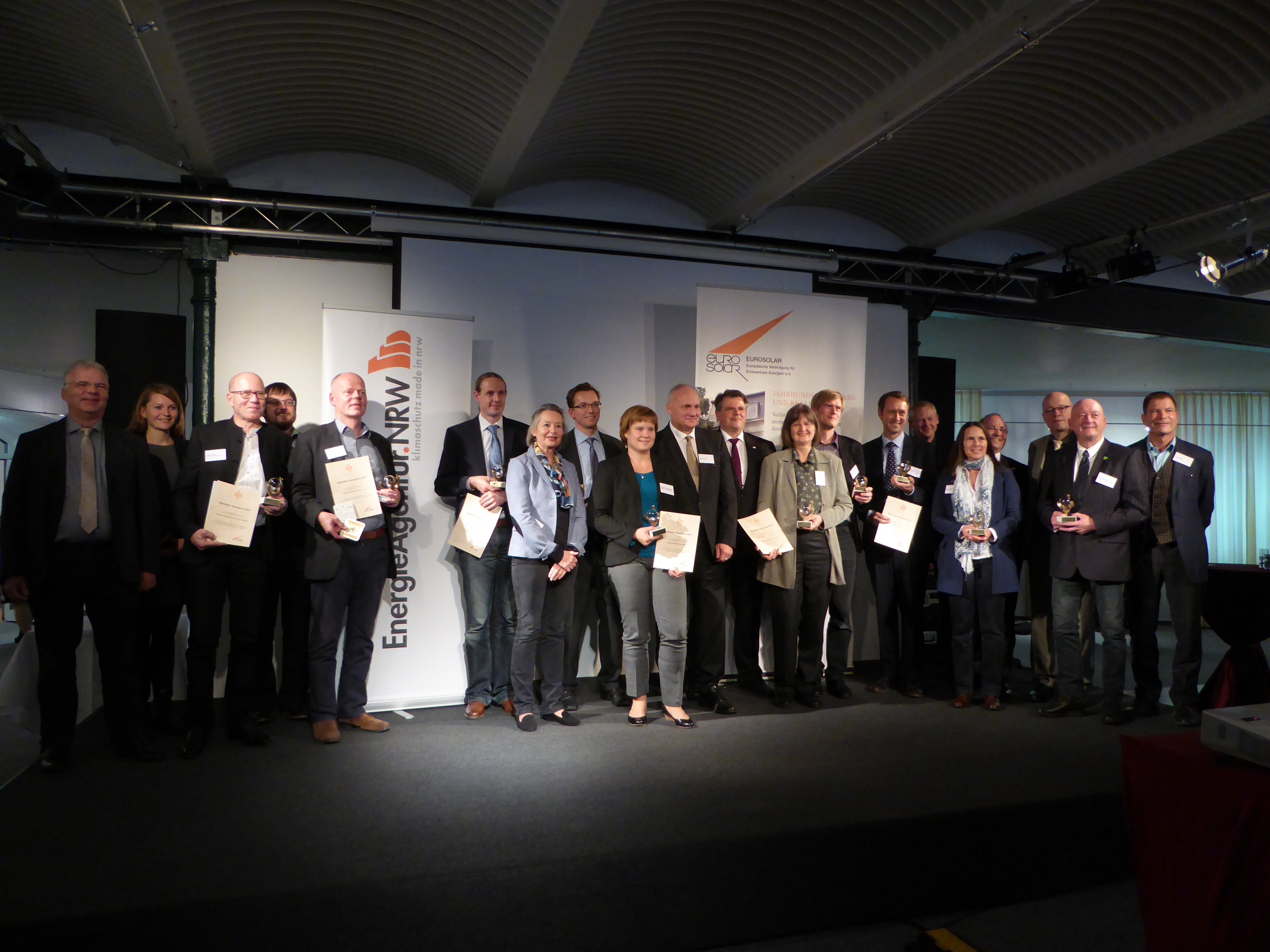
Irm Scheer-Pontenagel (7. v.l.) (2015)

Irm Scheer-Pontenagel (geborene Pontenagel, auch Irmgard Scheer-Pontenagel) ist eine deutsche Herausgeberin und Chefredakteurin.

## Leben und Wirken
Pontenagel wuchs im Münsterland auf. 1966 war die junge Malerin für ein Jahr in Schweden. Nach ihrer Rückkehr begegnete Pontenagel in der Studentenbewegung in Heidelberg Hermann Scheer. Von 1970 bis zu seinem Tod im Oktober 2010 war sie mit ihm verheiratet. Das Paar hat eine gemeinsame Tochter, die Bundestagsabgeordnete und SPD-Umwelt- und Energiepolitikerin Nina Scheer. Anfang der 1970er Jahre engagierte sich Scheer-Pontenagel in der Arbeitsgemeinschaft Sozialdemokratischer Frauen (ASF). Sie studierte Pädagogik sowie Kommunikationswissenschaften.
Mit ihrem Ehemann Hermann Scheer engagierte sich Scheer-Pontenagel gegen die friedliche Nutzung der Kernenergie und für Erneuerbaren Energien. Im Jahr 1988 war sie Mitbegründerin und anschließend bis 2015 Geschäftsführerin von Eurosolar. Bis 2022 war sie Herausgeberin der Zeitschrift Solarzeitalter, deren langjährige Chefredakteurin sie auch war.

## Auszeichnungen
- 2007: Stromrebell des Jahres[2]

## Herausgeberschaften
- Energy in Africa. International Solar Energy Conference – Economic and Political Initiatives for Application of Renewable Energies in Developing Countries, Harare, Zimbabwe 14 – 17 November 1991. Ponte Press, Bochum 1993 (englisch, d-nb.info – Konferenzschrift, 1991, Harare).
- Das Potential erneuerbarer Energien in der Europäischen Union. Ansätze zur Mobilisierung erneuerbarer Energien bis zum Jahr 2020. Springer-Verlag Berlin Heidelberg, Berlin, Heidelberg 1995, ISBN 978-3-642-57793-2.
- Erneuerung von Gemeinden und Regionen durch erneuerbare Energien. Leitfaden für kommunal- und landespolitische Initiativen zur Einführung erneuerbarer Energien. Eurosolar, Bochum 1998, ISBN 3-933745-00-4.
- Building a new century. 5th European Conference „Solar Energy in Architecture and Urban Planning“, 27th of May 1998. Eurosolar, Bonn 1999 (englisch, d-nb.info – Konferenzschrift, 1998, Bonn).
- Financing renewable energies. Window for new opportunities. Eurosolar, Bochum 1999, ISBN 3-933745-02-0 (englisch).
- Gert Samuel: Dokumentation 25 Jahre EUROSOLAR: 1988 bis 2013. von der Initiative zum Vorreiter, von der Vision zur Praxis. Hrsg.: Irm Pontenagel. Eurosolar, Bonn 2013, DNB 1048412377 (eurosolar.de [PDF] auf der Grundlage der EUROSOLAR-Zeitschrift „Solarzeitalter“ Jahrgänge 1989 bis 2013).